# Mặt trận Các tập đoàn quân dự bị
Mặt trận Các tập đoàn quân dự bị (tiếng Nga: Фронт резервных армий) là một tổ chức tác chiến chiến lược của Hồng quân Liên Xô vào đầu Thế chiến thứ hai.

## Hình thành
Mặt trận được thành lập ngày 14 tháng 7 năm 1941 ở phía Tây hướng chiến lược Moskva theo chỉ thị của Stavka. Biên chế của Mặt trận gồm 6 tập đoàn quân dự bị của Đại bản doanh là 29, 30, 24, 28; riêng các tập đoàn quân 31 và 32 vẫn do Đại bản doanh điều động trực tiếp. Nhiệm vụ của mặt trận là tổ chức phòng thủ trên các tuyến Staraya Russa - Ostashkov - Bely - Istomin - Yelnya - Bryansk (chiều dài tuyến khoảng 750 km).
Các hướng chính trên tuyến phòng thủ của mặt trận được chú trọng là Kalinin, Vyazma và Tula. Ngày 20 tháng 7 năm 1941, 14 sư đoàn từ thê đội 1 của mặt trận đã được phân bổ cho các cuộc phản công ở khu vực Smolensk.
Ngày 25 tháng 7 năm 1941, Mặt trận Các tập đoàn quân dự bị được giải thể, các tập đoàn quân trong biên chế được chuyển sang cho các Phương diện quân Tây và Dự bị.
Lãnh đạo phương diện quân
- Tư lệnh: Trung tướng Ivan Bogdanov
- Ủy viên Hội đồng quân sự: Ủy viên An ninh nhà nước bậc 3 Sergey Kruglov
- Tham mưu trưởng: Thiếu tướng Pyotr Lyapin